# Iwan Kałymon
Iwan Kałymon j. ang. John Kalymon (ur. 16 maja 1921, zm. 29 czerwca 2014) – ukraiński zbrodniarz wojenny, w czasie II wojny światowej był członkiem utworzonej przez III Rzeszę ukraińskiej policji pomocniczej działającej w kolaboracji z niemieckimi nazistami.
W czasie II wojny światowej jako członek ukraińskiej policji pomocniczej brał udział w morderstwach, łapankach i deportacjach ludności żydowskiej mieszkającej w utworzonym przez władze okupacyjne getcie we Lwowie. Po wojnie ukrywał się w USA. Znajdował się na liście poszukiwanych zbrodniarzy nazistowskich Centrum Szymona Wiesenthala. W lipcu 2014 poinformowano o jego śmierci w wieku 93 lat.